# 雪はまだ降り注いでいるか?
『雪はまだ降り注いでいるか？』（ゆきはまだふりそそいでいるか？）は、日本のヴィジュアル系ロックバンドであるメガマソが2012年1月18日にリリースしたメジャー5枚目、通算10枚目のシングルである。
シングルとしては前作「花びら」から約1年5ヶ月ぶりのリリースとなり、結成5周年を迎えたメガマソのメジャー5作目となるシングルだが、メガマソは次作「SWAN SONG」から所属事務所をタイムリーレコードへ移籍しインディーズに回帰したため、本作がメジャーとしては実質最後のシングルとなった。

## 販売形態
- 雪はまだ降り注いでいるか？ 初回盤A （CD+DVD）
- 雪はまだ降り注いでいるか？ 初回盤B （CD）
- 雪はまだ降り注いでいるか？ 通常盤 （CD）

このうち初回盤Bは\500盤として発売された。

## 収録曲

### 初回盤A
1. 雪はまだ降り注いでいるか？
  - 作詞・作曲：涼平
2. 君は埋没林に向かう。
  - 作詞・作曲：涼平
3. それは、白いひかりと黒いかげ。
  - 作詞・作曲：インザーギ

- DVD
  - 「雪はまだ降り注いでいるか？」 (PV + メイキング)

### 初回盤B
1. 雪はまだ降り注いでいるか？
2. 涙猫 -sound asleep mix- 
  - 作詞・作曲：涼平
  - メガマソのデビューアルバムとなったミニアルバム「涙猫」の同名曲をアレンジしたもので、曲の構成が変わっている（原曲ではイントロからサビに行くところをイントロからAメロに行くなど）ほか、拍子も4分の3拍子になっているなど全体的に大幅にアレンジされている。
  - 上記の変更により、原曲で歌われていた部分が一部省略されているが、歌詞カードにはこの曲の歌詞は掲載されていない。

### 通常盤
1. 雪はまだ降り注いでいるか？
2. 君は埋没林に向かう。
3. それは、白いひかりと黒いかげ。
4. 万国砂糖品評会
  - 作詞・作曲：涼平